# Ghidighici, Chișinău
Ghidighici este un sat din municipiul Chișinău, Republica Moldova.

## Geografie
Satul Ghidighici este amplasat la distanța de 7 km de  capitala Republicii Moldova-orașul Chișinău, 12 kilometri de la sediul Primăriei municipiului Chișinău. Se mărginește cu satul Sireți, satul Grătiești și orașul Vatra.

## Istorie
Această localitate a apărut în anii 30-40 ai secolului XVI, când Moldova era supusă jugului otoman și prin țară făceau incursiuni nu numai turcii, dar și tătarii.
O comunicare despre sat din „Dicționarul geografic” relatează că satul Ghidighici, sat așezat într-o vale ce se deschide din stânga în valea râului Bâc. Aceasta este o regiune de vale și de șes. De la 1 octombrie 1989 satul Ghidighici a trecut în subordinea administrativă a municipiului Chișinău, pretura Buiucani.
În 1942, la Ghidighici a fost construit Turnul Dezrobirii Basarabiei, pe 1 noiembrie 1942 regele Mihai I al României asistând aici la ceremonia de deschidere. Turnul a fost distrus în 1944, după ce Basarabia a fost ocupată de către sovietici.
Satul Ghidighici deține în hotarele administrative o suprafață de 2.380 hectare.

## Demografie
Conform recensământului din 2004, populația satului constituie 5094 locuitori, dintre care 2.494 bărbați și 2600 femei.

### Structura etnică
Structura etnică a localității conform recensământului populației din 2004:
| Grup etnic                    | 2004             | 2004         |
| Grup etnic                    | Populație (loc.) | Ponderea (%) |
| ----------------------------- | ---------------- | ------------ |
| Băștinași declarați Moldoveni | 4848             | 95,17%       |
| Ruși                          | 93               | 1,83%        |
| Ucraineni                     | 71               | 1,39%        |
| Băștinași declarați Români    | 43               | 0,84%        |
| Bulgari                       | 20               | 0,39%        |
| Găgăuzi                       | 11               | 0,22%        |
| Alții                         | 8                | 0,16%        |

### Religie
Biserica „Acoperământul Maicii Domnului” din localitate

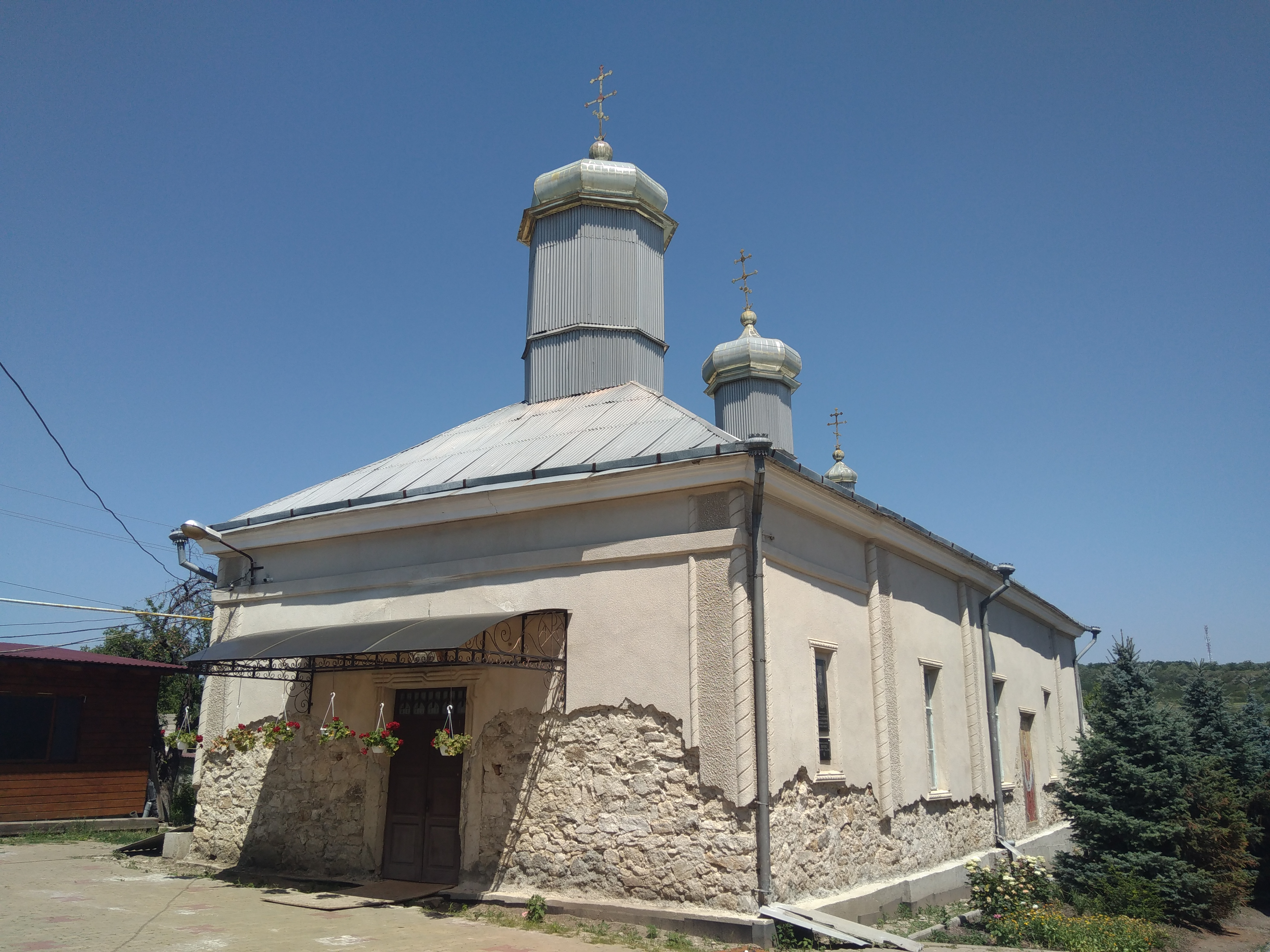
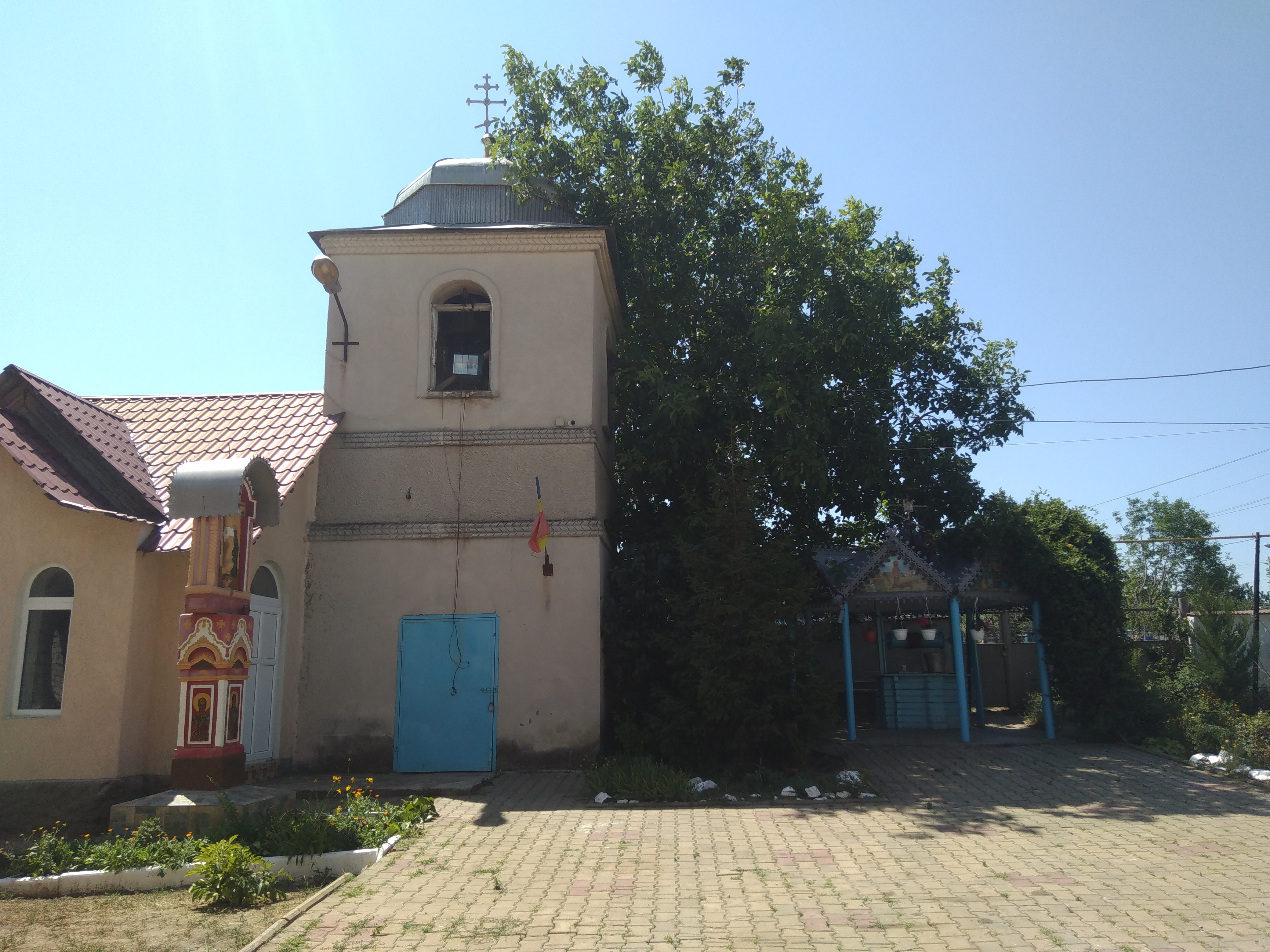
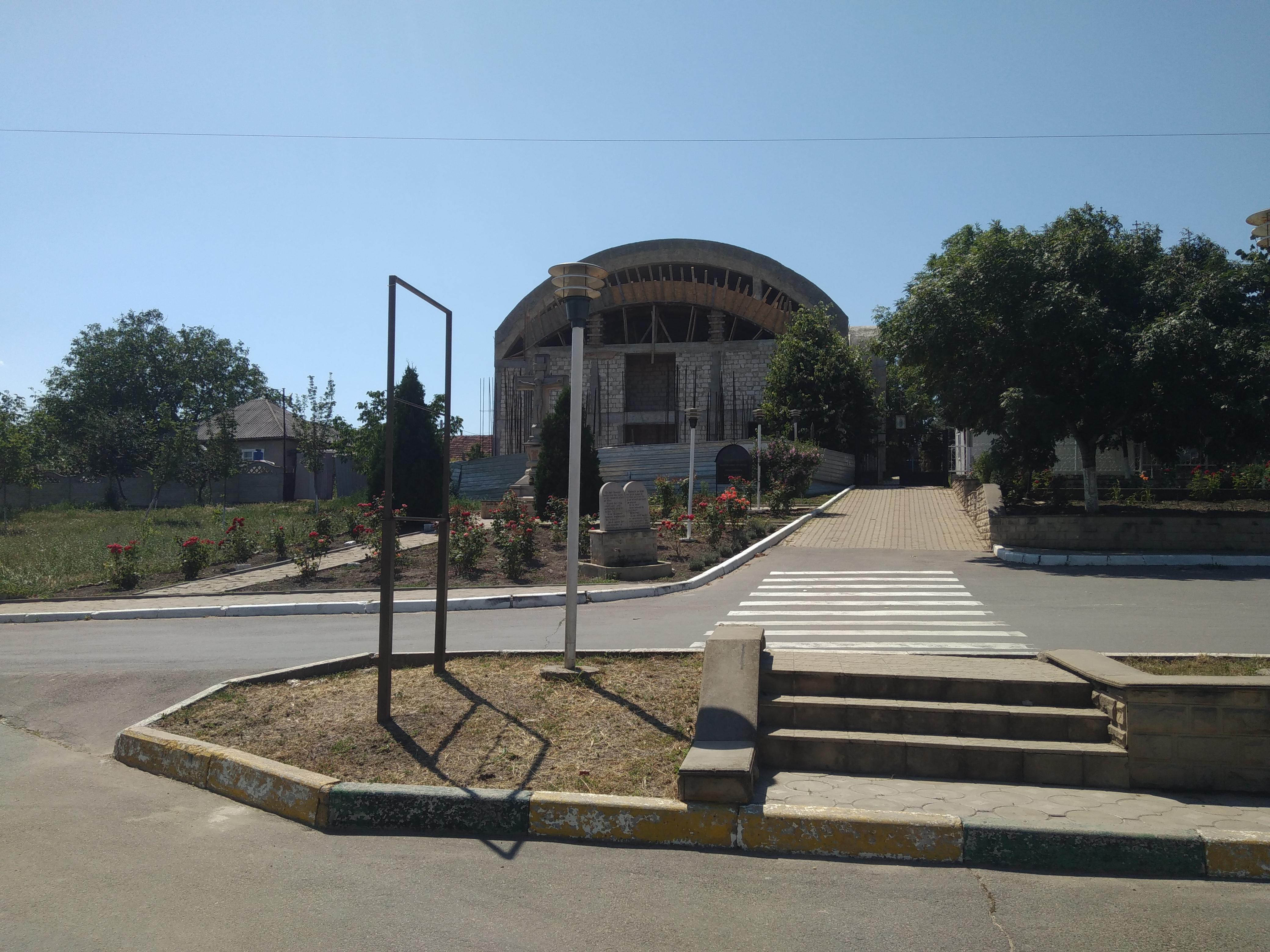
Noul lăcaș în construcție, situat lângă vechea biserică.
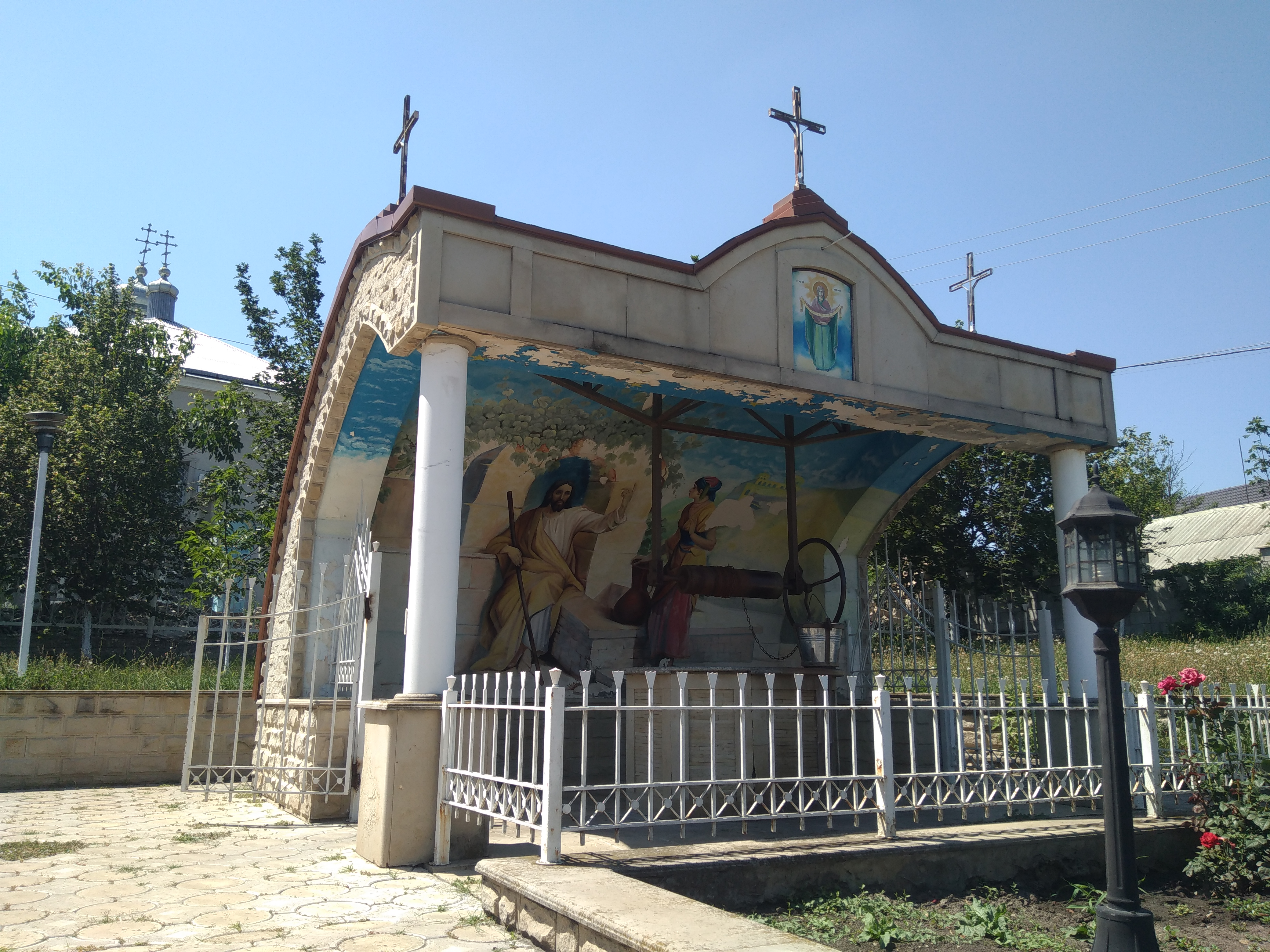
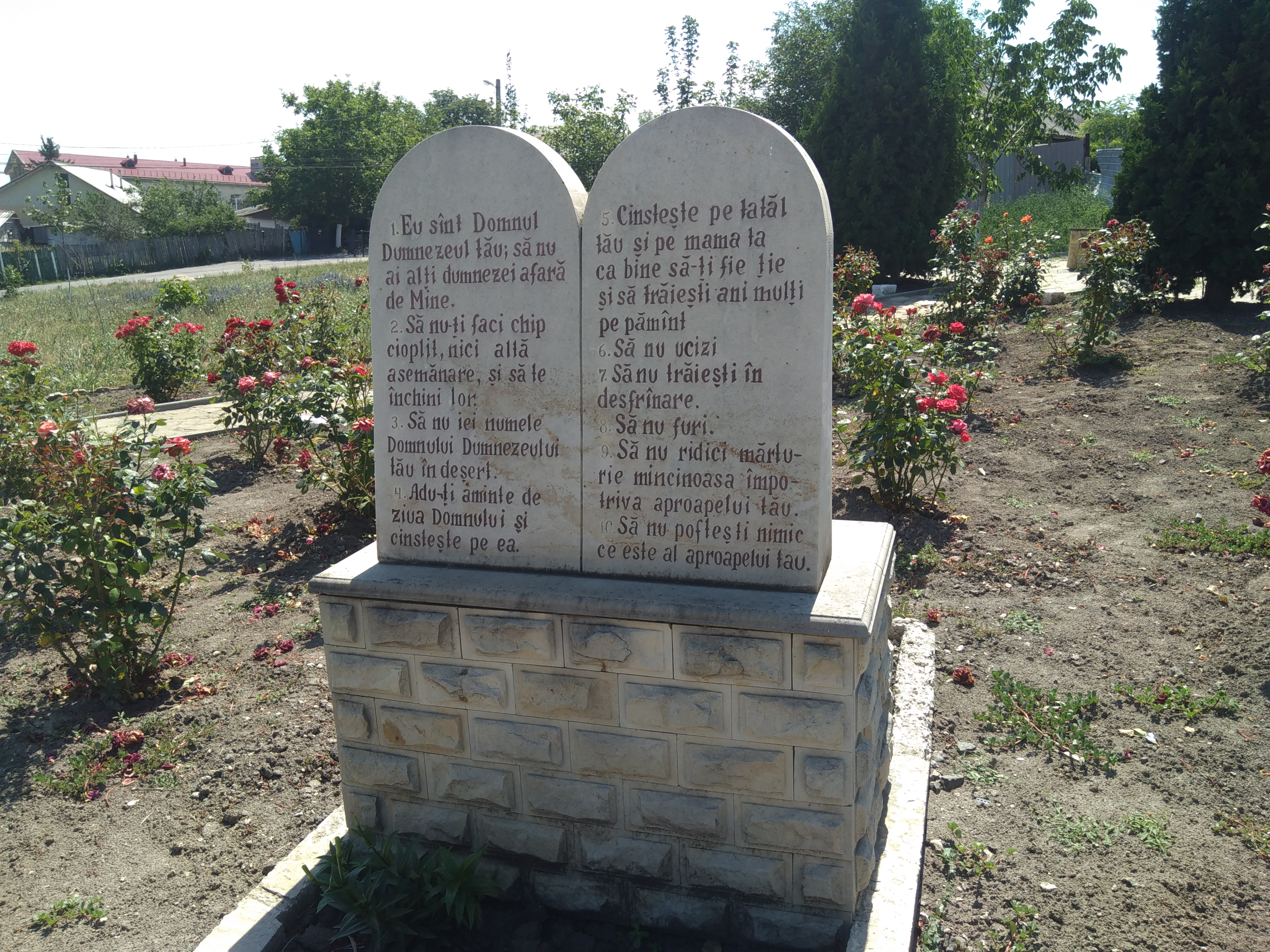
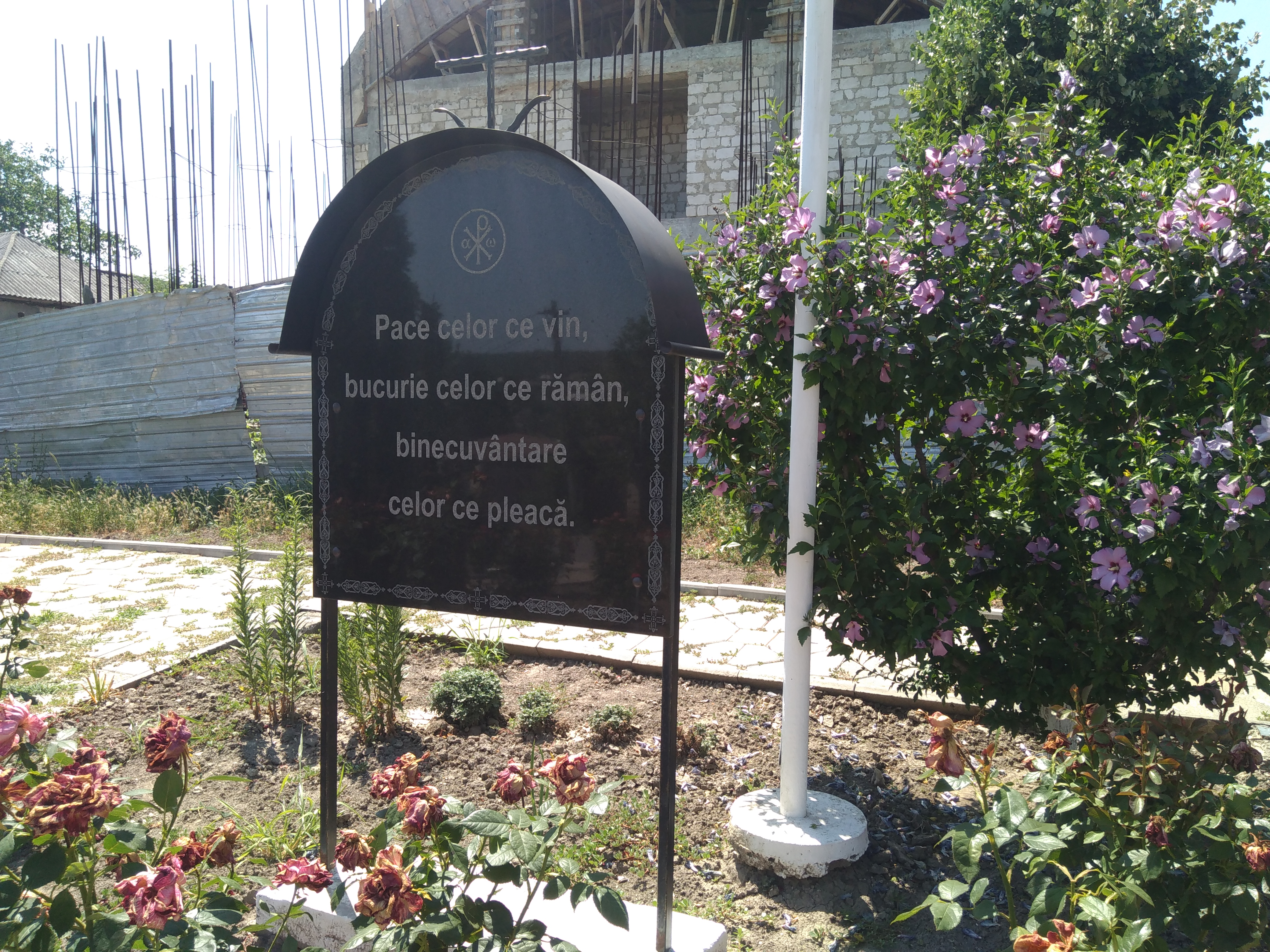

## Administrație și politică

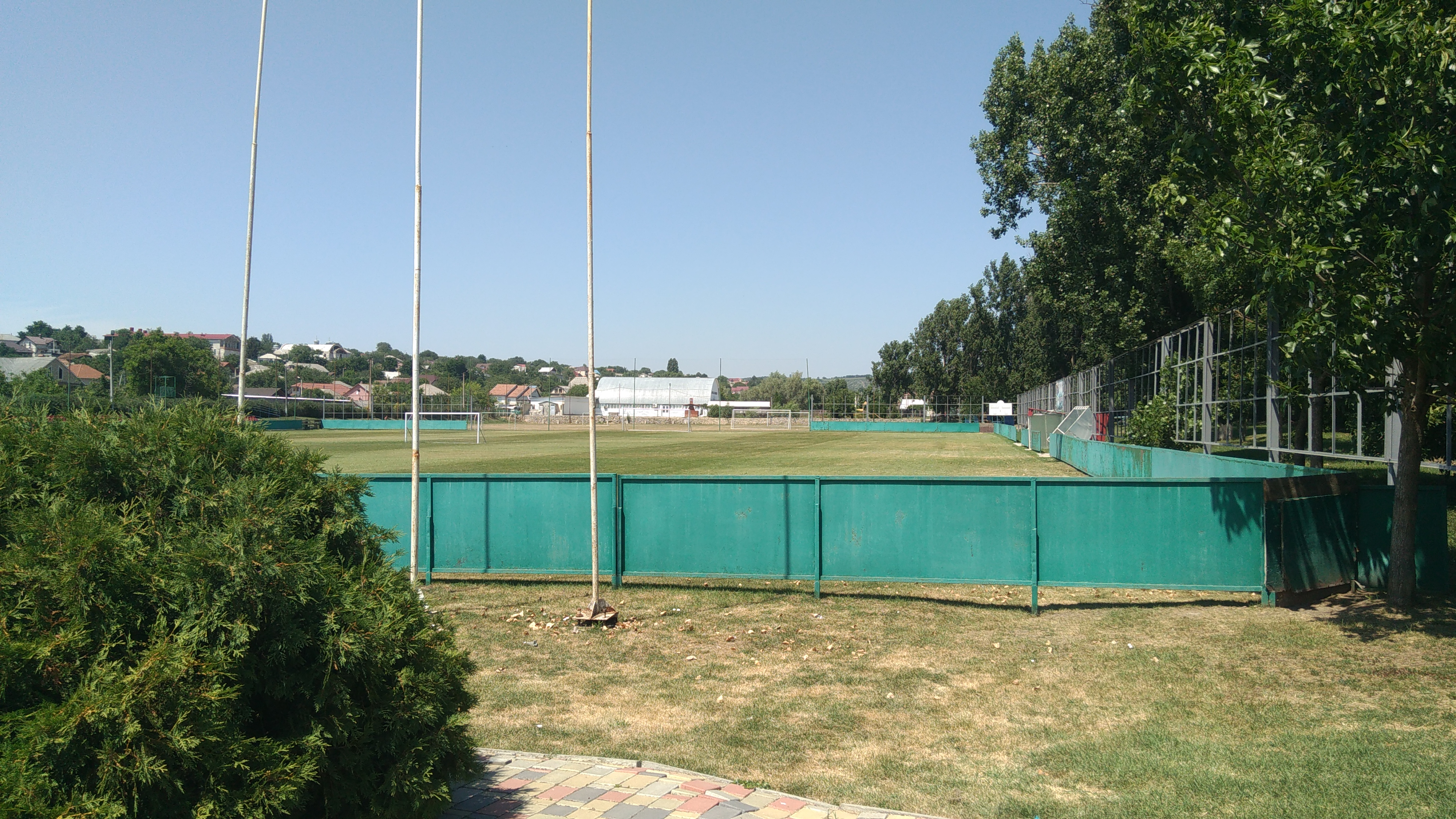
Stadionul

Componența Consiliului local Ghidighici (13 consilieri), ales la 5 noiembrie 2023, este următoarea:
|  | Partid                            | Consilieri | Componență | Componență | Componență | Componență | Componență | Componență | Componență | Componență |
|  | --------------------------------- | ---------- | ---------- | ---------- | ---------- | ---------- | ---------- | ---------- | ---------- | ---------- |
|  | Partidul Acțiune și Solidaritate  | 8          |            |            |            |            |            |            |            |            |
|  | Mișcarea Alternativa Națională    | 4          |            |            |            |            |            |            |            |            |
|  | Partidul Social Democrat European | 1          |            |            |            |            |            |            |            |            |

## Economie și infrastructură

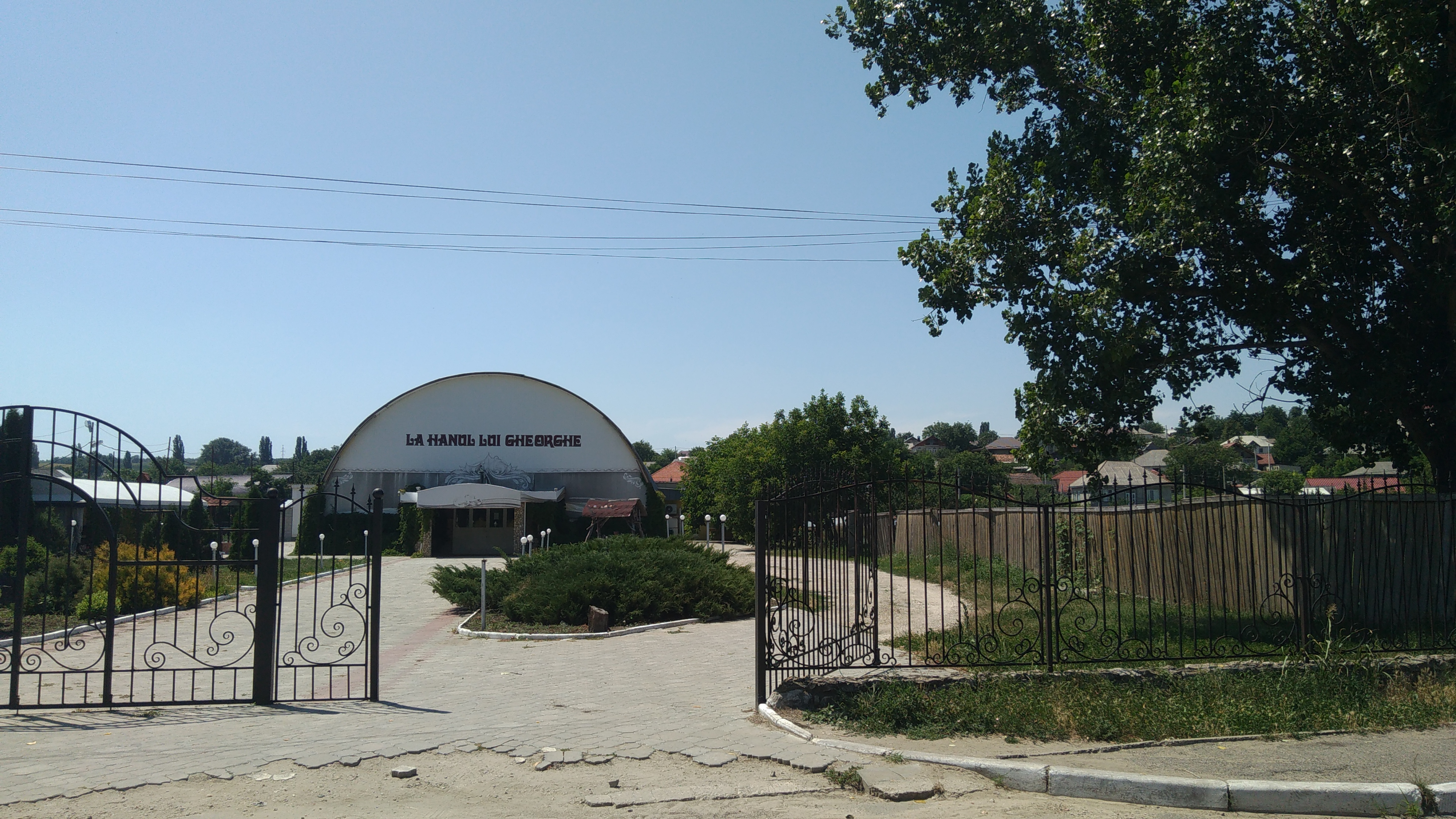
„La Hanul lui Gheorghe”, local din sat.

Hramul satului Ghidighici este Acoperământul Maicii Domnului, pe 14 octombrie. Administrarea satului se realizează de către Consiliul sătesc Ghidighici ca autoritate deliberativă și de primarul satului ca autoritate executivă.
În satul Ghidighici activează:
- grădinița de copii nr. 203
- școala medie de cultură generală nr. 79
- gimnaziul „Ion T. Costin”

Pe teritoriul satului Ghidighici sunt înregistrați 195 de agenți economici.

## Vezi și
- Masacrul de la Ghidighici

## Legături externe
- Satul Ghidighici pe site-ul primăriei Chișinăului
- Satul Ghidighici pe CASATA.MD